# Bumbuești, Vâlcea
Bumbuești este un sat în comuna Boișoara din județul Vâlcea, Muntenia, România.

## Personalități
- Constantin Mohanu (1933 - 2006), istoric literar, folclorist și editor român

 Acest articol despre o localitate din județul Vâlcea este deocamdată un ciot. Puteți ajuta Wikipedia prin completarea lui.